# Vlag van Westerschouwen

Vlag van Westerschouwen

De vlag van Westerschouwen is de vlag die de voormalige gemeente Westerschouwen tussen 1966 en 1997 als gemeentevlag gebruikte. De vlag werd ingesteld bij het raadsbesluit van 31 mei 1966.
De beschrijving luidt: 
"Een gele vlag met een blauwe wit gezoomde broekdiagonaal en een rode wit gezoomde vluchtdiagonaal met op het snijpunt een wit schild met een zwarte burcht."
De kleuren zijn afkomstig van het gemeentewapen, met op de snijpunten van de diagonalen het wapen van Burgh.
Sinds de gemeentelijke herindeling van 1 januari 1997 maakt de gemeente deel uit van de gemeente Schouwen-Duiveland waarvoor een nieuwe vlag werd ontworpen. 

## Verwante afbeeldingen

Het wapen van Westerschouwen
Het Wapen van Burgh

Aardenburg 
· Arnemuiden 
· Axel 
· Baarland 
· Biervliet 
· Biggekerke 
· Borssele 
· Breskens 
· Brouwershaven 
· Bruinisse 
· Burgh 
· Domburg 
· Dreischor 
· Driewegen 
· Duiveland 
· Ellewoutsdijk 
· 's-Gravenpolder 
· Groede 
· Haamstede 
· 's-Heer Abtskerke 
· 's-Heer Arendskerke 
· Hoedekenskerke 
· Hontenisse 
· IJzendijke 
· Kloetinge 
· Kortgene 
· Koudekerke 
· Krabbendijke 
· Kruiningen 
· Mariekerke 
· Meliskerke 
· Middenschouwen 
· Nieuw- en Sint Joosland 
· Nisse 
· Noordgouwe 
· Oostburg 
· Oostkapelle 
· Oud-Vossemeer 
· Oudelande 
· Ovezande 
· Poortvliet 
· Retranchement 
· Rilland-Bath 
· Ritthem 
· Sas van Gent 
· Scherpenisse 
· Schoondijke 
· Sint-Annaland 
· Sint Jansteen 
· Sint-Maartensdijk 
· Sint Philipsland 
· Sluis 
· Sluis-Aardenburg 
· Stavenisse 
· Valkenisse 
· Vogelwaarde 
· Waarde 
· Waterlandkerkje 
· Wemeldinge 
· Westdorpe 
· Westerschouwen 
· Westkapelle 
· Wissenkerke 
· Wolphaartsdijk 
· Zaamslag 
· Zierikzee 
· Zuiddorpe 
· Zuidzande